# Estação Bergshamra
A Estação Bergshamra é uma das estações do Metropolitano de Estocolmo, situada no condado sueco de Estocolmo, entre a Estação Universitetet e a Estação Danderyds sjukhus. Faz parte da Linha Vermelha.
Foi inaugurada em 29 de janeiro de 1978. Atende a localidade de Bergshamra, situada na comuna de Solna.

| Oeste ou norte                                                                |  |              |  | Leste ou Sul                                      |
| ----------------------------------------------------------------------------- |  | ------------ |  | ------------------------------------------------- |
| Danderyds sjukhus metro station (en) sentido Mörby centrum metro station (en) |  | Line 14 (en) |  | Universitetet metro station (en) sentido Fruängen |
| editar no Wikidata                                                            |  |              |  |                                                   |